# Jens Cajuste
Jens-Lys Michel Cajuste (Göteborg, 10 augustus 1999) is een Zweeds voetballer die doorgaans speelt als middenvelder. In augustus 2023 verruilde hij Stade de Reims voor Napoli. Cajuste maakte in 2020 zijn debuut in het Zweeds voetbalelftal.

## Clubcarrière
Cajuste woonde als kind in China en speelde daar voor Sports Beijing en Yu Ye Beijing. Terug in Zweden speelde hij in de jeugd van Guldhedens IK en Örgryte IS. Hier speelde hij zijn eerste professionele wedstrijd op 17 oktober 2016, toen in de Superettan met 4–1 verloren werd van Sirius. Cajuste moest als reservespeler aan het duel beginnen en hij viel vier minuten voor tijd in.
In juli 2018 werd de middenvelder voor een bedrag van circa honderdzeventigduizend euro overgenomen door FC Midtjylland, waar hij zijn handtekening zette onder een verbintenis voor de duur van vijf seizoenen. Vanaf zijn tweede seizoen in Denemarken kwam hij vaker aan spelen toe en dat seizoen kroonde Midtjylland zich tevens tot Deens landskampioen. In de winterstop van het seizoen 2021/22 trok Stade de Reims hem aan voor circa tien miljoen euro. In Frankrijk tekende Cajuste voor vierenhalf jaar.
Hiervan maakte hij er anderhalf jaar vol, want medio 2023 nam de Italiaanse kampioen Napoli hem over voor circa twaalf miljoen euro en hij tekende voor vijf jaar bij zijn nieuwe club. Tijdens zijn eerste jaar in Napels speelde Cajuste elf competitiewedstrijden als basisspeler en vijftien als invaller. Voorafgaand aan het seizoen 2024/25 huurde het naar de Premier League gepromoveerde Ipswich Town hem voor een jaar, met een optie tot koop. Deze werd niet gelicht, maar in augustus 2025 werd hij ook voor het jaar erop gehuurd. Er werd opnieuw een optie tot koop afgesproken, die verplicht zou worden als het gedegradeerde Ipswich weer zou promoveren.

## Clubstatistieken
| Seizoen | Club           | Competitie     | Competitie | Competitie | Beker | Beker | Internationaal | Internationaal | Totaal | Totaal |
| Seizoen | Club           | Competitie     | Wed.       | Dlp.       | Wed.  | Dlp.  | Wed.           | Dlp.           | Wed.   | Dlp.   |
| ------- | -------------- | -------------- | ---------- | ---------- | ----- | ----- | -------------- | -------------- | ------ | ------ |
| 2016    | Örgryte IS     | Superettan     | 3          | 0          | 0     | 0     | —              | —              | 3      | 0      |
| 2017    | Örgryte IS     | Superettan     | 3          | 0          | 4     | 0     | —              | —              | 7      | 0      |
| 2018    | Örgryte IS     | Superettan     | 8          | 0          | 0     | 0     | —              | —              | 8      | 0      |
| 2018/19 | FC Midtjylland | Superligaen    | 2          | 0          | 0     | 0     | 0              | 0              | 2      | 0      |
| 2019/20 | FC Midtjylland | Superligaen    | 24         | 1          | 0     | 0     | 2              | 0              | 26     | 1      |
| 2020/21 | FC Midtjylland | Superligaen    | 27         | 1          | 4     | 0     | 8              | 0              | 39     | 1      |
| 2021/22 | FC Midtjylland | Superligaen    | 5          | 0          | 1     | 0     | 4              | 0              | 10     | 0      |
| 2021/22 | Stade de Reims | Ligue 1        | 8          | 2          | 1     | 0     | —              | —              | 9      | 2      |
| 2022/23 | Stade de Reims | Ligue 1        | 31         | 3          | 2     | 1     | —              | —              | 33     | 4      |
| 2023/24 | Napoli         | Serie A        | 26         | 0          | 3     | 0     | 6              | 0              | 35     | 0      |
| 2024/25 | → Ipswich Town | Premier League | 30         | 1          | 3     | 0     | —              | —              | 33     | 1      |
| 2025/26 | → Ipswich Town | Championship   | 0          | 0          | 0     | 0     | —              | —              | 0      | 0      |
| Totaal  | Totaal         | Totaal         | 167        | 8          | 18    | 1     | 20             | 0              | 205    | 9      |

Bijgewerkt op 12 augustus 2025.

## Interlandcarrière
Cajuste maakte zijn debuut in het Zweeds voetbalelftal op 11 november 2020, toen een vriendschappelijke wedstrijd gespeeld werd tegen Denemarken. Door doelpunten van Jonas Wind en Alexander Bah wonnen de Denen het duel met 2–0. Cajuste mocht van bondscoach Janne Andersson in de basis beginnen en hij speelde het gehele duel mee. Cajuste werd in mei 2021 door Andersson opgeroepen voor de Zweedse selectie op het uitgestelde EK 2020. Op het EK werd Zweden uitgeschakeld in de achtste finales door Oekraïne (1–2), na in de groepsfase te hebben gelijkgespeeld tegen Spanje (0–0) en gewonnen van Slowakije (1–0) en Polen (3–2). Cajuste speelde mee tegen Spanje. Zijn toenmalige teamgenoot Jonas Lössl (Denemarken) was ook actief op het toernooi.
| Interlands van Jens Cajuste voor Zweden | Interlands van Jens Cajuste voor Zweden | Interlands van Jens Cajuste voor Zweden | Interlands van Jens Cajuste voor Zweden | Interlands van Jens Cajuste voor Zweden | Interlands van Jens Cajuste voor Zweden |
| №                                       | Datum                                   | Wedstrijd                               | Uitslag                                 | Competitie                              | Goals                                   |
| Als speler bij FC Midtjylland           | Als speler bij FC Midtjylland           | Als speler bij FC Midtjylland           | Als speler bij FC Midtjylland           | Als speler bij FC Midtjylland           | Als speler bij FC Midtjylland           |
| --------------------------------------- | --------------------------------------- | --------------------------------------- | --------------------------------------- | --------------------------------------- | --------------------------------------- |
| 1                                       | 11 november 2020                        | Denemarken – Zweden                     | 2 – 0                                   | Vriendschappelijk                       |                                         |
| 2                                       | 17 november 2020                        | Frankrijk – Zweden                      | 4 – 2                                   | Nations League 2020/21                  |                                         |
| 3                                       | 31 maart 2021                           | Zweden – Estland                        | 1 – 0                                   | Vriendschappelijk                       |                                         |
| 4                                       | 29 mei 2021                             | Zweden – Finland                        | 2 – 0                                   | Vriendschappelijk                       |                                         |
| 5                                       | 14 juni 2021                            | Spanje – Zweden                         | 0 – 0                                   | EK 2020                                 |                                         |
| 6                                       | 2 september 2021                        | Zweden – Spanje                         | 2 – 1                                   | WK 2022 kwalificatie                    |                                         |
| 7                                       | 5 september 2021                        | Zweden – Oezbekistan                    | 2 – 1                                   | Vriendschappelijk                       |                                         |
| 8                                       | 9 oktober 2021                          | Zweden – Kosovo                         | 3 – 0                                   | WK 2022 kwalificatie                    |                                         |
| 9                                       | 12 oktober 2021                         | Zweden – Griekenland                    | 2 – 0                                   | WK 2022 kwalificatie                    |                                         |
| Als speler bij Stade de Reims           |                                         |                                         |                                         |                                         |                                         |
| 10                                      | 2 juni 2022                             | Slovenië – Zweden                       | 0 – 2                                   | Nations League 2022/23                  |                                         |
| 11                                      | 5 juni 2022                             | Zweden – Noorwegen                      | 1 – 2                                   | Nations League 2022/23                  |                                         |
| 12                                      | 9 juni 2022                             | Zweden – Servië                         | 0 – 1                                   | Nations League 2022/23                  |                                         |
| 13                                      | 12 juni 2022                            | Noorwegen – Zweden                      | 3 – 2                                   | Nations League 2022/23                  |                                         |
| 14                                      | 24 september 2022                       | Servië – Zweden                         | 4 – 1                                   | Nations League 2022/23                  |                                         |
| 15                                      | 16 juni 2023                            | Zweden – Nieuw-Zeeland                  | 4 – 1                                   | Vriendschappelijk                       |                                         |
| Als speler bij Napoli                   |                                         |                                         |                                         |                                         |                                         |
| 16                                      | 9 september 2023                        | Estland – Zweden                        | 0 – 5                                   | EK 2024 kwalificatie                    |                                         |
| 17                                      | 12 september 2023                       | Zweden – Oostenrijk                     | 1 – 3                                   | EK 2024 kwalificatie                    |                                         |
| 18                                      | 16 oktober 2023                         | België – Zweden                         | 1 – 1                                   | EK 2024 kwalificatie                    |                                         |
| 19                                      | 16 november 2023                        | Azerbeidzjan – Zweden                   | 3 – 0                                   | EK 2024 kwalificatie                    |                                         |
| 20                                      | 19 november 2023                        | Zweden – Estland                        | 2 – 0                                   | EK 2024 kwalificatie                    |                                         |
| 21                                      | 21 maart 2024                           | Portugal – Zweden                       | 5 – 2                                   | Vriendschappelijk                       |                                         |
| 22                                      | 5 juni 2024                             | Denemarken – Zweden                     | 2 – 1                                   | Vriendschappelijk                       |                                         |
| 23                                      | 8 juni 2024                             | Zweden – Servië                         | 0 – 3                                   | Vriendschappelijk                       |                                         |
| Als speler bij Ipswich Town             |                                         |                                         |                                         |                                         |                                         |
| 24                                      | 5 september 2024                        | Azerbeidzjan – Zweden                   | 1 – 3                                   | Nations League 2024/25                  |                                         |
| 25                                      | 8 september 2024                        | Zweden – Estland                        | 3 – 0                                   | Nations League 2024/25                  |                                         |

Bijgewerkt op 12 augustus 2025.

## Erelijst
| Superligaen | 1 | 2019/20 |
| DBU Pokalen | 1 | 2018/19 |